# Riksteatern
Riksteatern er Sveriges største turnerende teater og samtidig en statsligt finansieret organisation og en folkebevægelse af lokale Riksteaterforeninger og 21 länsforeninger, der ejer denne turnérende nationalscene.

## Baggrunden
Riksteatern blev grundlagt i 1933 på initiativ af undervisningsminister Arthur Engberg med begrundelsen: "Det er ikke kun hovedstadens befolkning, der har et legitimt krav på at nyde førsteklasses teaterkunst. Resten af nationen kan med god grund kræve det samme." Oscar Björkman og 21 andre nye medlemmer af Bollnäs dannede den første riksteaterförening i 1933 og derefter spredte bevægelsen sig over hele landet. I løbet af 1940'erne og 1950'erne fandt Riksteaterns forestillinger ofte sted i folkeparkerne, men flyttede gradvist mere og mere ind i mere moderne forenings- og teaterlokaler.
Riksteatern opfører normalt ikke forestillinger i byer, der har deres egne permanente kommunale byteatre, men er primært beregnet til at dække andre lokaliteters manglende kulturtilbud.

## Organisationen og aktiviteterne
Omkring 236 nationale teaterforeninger i Sverige danner grundlaget for Riksteatern, der arrangerer, formidler, producerer og udvikler scenekunst isoleret- eller i et samarbejde med andre grupper. Foruden foreningerne, er omkring 45 organisationer ligeledes tilknyttet folkebevægelsen. Riksteatern har i øjeblikket mere end 42.000 individuelle medlemmer i hele Sverige, og Riksteatern-bevægelsen bidrager til at nå et publikum på næsten 1 million mennesker årligt som producent, arrangør eller formidler.
Riksteaterns ledelse er beliggende i Hallunda sydvest for Stockholm. Teatrets højeste beslutningsorgan er Riksteaterkongressen, og dets administrerende direktør er Susanna Dahlberg, der tiltrådte den 1. oktober 2022 efter den tidligere direktør Magnus Aspegren. Den statsligt udpegede formand var i 2005 og 2006 Lena Sandlin-Hedman, mens man på Riksteaterns kongres i 2007 i Norrköping udpegede Christer Malm som ny formand. I perioden 2011 til 2015 var Joachim Berner formand, og i forbindelse med kongressen i Göteborg i 2015 udpegede regeringen Berit Högman som ny formand. Statstilskuddet til teatervirksomheden var på 259 millioner svenske kroner i 2015.

## Enkeltdele og specialsatsninger
I 1970'erne arbejdede teatret for decentralisering og tættere forankring i hele landet ved at søge at etablere regionale teaterensembler i Örebro, Västerås, Växjö, Skellefteå og Blekinge. I årenes løb har man forsøgt sig med andre aktiviteter, idet Cramérballetten var en del af teatrets repertoire i løbet af 1960'erne, 1970'erne og 1980'erne, og i 1989 flyttede Cullberg Balletten desuden ind som ny kulturaktivitet. I 1972 blev ansvaret for Södra teatern i Stockholm overført til Riksteatern, og teatret har nu udviklet sig til at være Nordens førende gæstespilsscene for ikke-europæisk scenekunst. Riksteatern har desuden udvidet sine aktiviteter til også at omfatte et moderne multikulturelt sceneperspektiv med ungdommelige udtryk som streetdance og rap.
I årene 1999-2007 blev den eksperimenterende specialsatsning RiksDrama opført under ledelse af chefproducenten Ulrika Josephsson samt dramatikeren og instruktøren Lars Norén, hvilket skabte røre i offentligheden på grund af et teatersamarbejde med fængselsindsatte, der efterfølgende flygtede og udførte de meget omtalte Malexander-mord i 1999. Det særlige nationale døveteaterensemble Riksteatern Crea (tidligere Tyst Teater), der koordinerer, træner og spiller for såvel døve som hørende børn, unge og voksne, har været en selvstændig del af teatret siden 1977. Riksteatern har, primært grundet Crea og Cullberg Balletten, haft et omfattende internationalt turnésamarbejde i mange år og samarbejder desuden med ni teatre i Finland.